# 穆罕默德·米尔洛希
赛义德·穆罕默德·米尔洛希（波斯語：‎）是伊朗改革派政客，是德黑兰市议会现任议员。在议会任职之前，米尔洛希曾担任内政部部长和副部长。 
他也是“改革派最高政策制定委员会”的成员。